# Biecz (Lubusz)
Pour les articles homonymes, voir Biecz (homonymie).
Biecz (prononciation : [bjɛt͡ʂ]) est un village polonais de la gmina de Brody dans le powiat de Żary de la voïvodie de Lubusz dans l'ouest de la Pologne.
Il se situe à environ 5 kilomètres à l'est de Brody (siège de la gmina), 28 kilomètres au nord-ouest de Żary (siège de le powiat) et 49 kilomètres à l'ouest de Zielona Góra (siège de la diétine régionale).
Le village compte approximativement une population de 252 habitants.

## Histoire
Le nom allemand du village était Beitzsch et sous le régime de l'Allemagne nazie de 1937 à 1945 Beitsch.
Après la Seconde Guerre mondiale, avec les conséquences de la Conférence de Potsdam et la mise en œuvre de la ligne Oder-Neisse, le village est intégré à la République populaire de Pologne. La population d'origine allemande est expulsée et remplacée par des polonais.
De 1975 à 1998, le village est attaché administrativement à la voïvodie de Zielona Góra.

Depuis 1999, il fait partie de la voïvodie de Lubusz.